# Вракуњ
Вракуњ (слч. Vrakúň, мађ. Nyékvárkony) насељено је мјесто са административним статусом сеоске општине (слч. obec) у округу Дунајска Стреда, у Трнавском крају, Словачка Република.

## Становништво
| Година:    | 1994. | 2004.   | 2014.   | 2024.    |
| ---------- | ----- | ------- | ------- | -------- |
| Број људи: | 2463  | 2487    | 2637    | 2946     |
| Разлика:   |       | +0,97 % | +6,03 % | +11,71 % |

| Година:    | 2023. | 2024.   |
| ---------- | ----- | ------- |
| Број људи: | 2932  | 2946    |
| Разлика:   |       | +0,47 % |

Према подацима о броју становника из 2011. године насеље је имало 2.571 становника.